# Lucian
Lucian (variantou je Lucián) je mužské křestní jméno. Jméno má latinský původ, utvořeno bylo ze jména Lucius, to znamená nositel světla „Luciův“.

## Domácí podoby
Lucík, Luka, Lucianek, Lucianko, Lůca, Cian

## Statistické údaje
Následující tabulka uvádí četnost jména v České republice a pořadí mezi mužskými jmény ve srovnání dvou roků, pro které jsou dostupné údaje MV ČR – lze z ní tedy vysledovat trend v užívání tohoto jména:
| Rok  | Četnost | Pořadí |
| 2007 | 25      | 1215   |
| 2016 | 25      | 2099   |

Změna procentního zastoupení tohoto jména mezi žijícími muži v ČR (tj. procentní změna se započítáním celkového úbytku mužů v ČR za sledované tři roky) je +4,4%, což svědčí o poměrně značném nárůstu obliby tohoto jména.

## Známí nositelé jména
- Luciano Pavarotti – italský operní pěvec
- Lucian Viziru – bulharský zpěvák a herec
- Lucian Freud – britský malíř, vnuk -Sigmunda Freuda
- Lucian Mardare – rumunský režisér